# Odpotovanja
Az Odpotovanja Tomaž Pengov szlovén zeneszerző első nagylemeze, amely először 1973-ban jelent meg monoban, zöld borítóval (Helidon ŠZ-1). 1981-ben adták ki a stereo változatot, barna borítóval, 4000 példányban (ZKP RTVLJ LD 0741). Mindkettő kiadvány belső borítója tartalmazza a dalszövegeket is.

## Az album dalai

### A oldal
1. Cesta 4:17
2. Danaja 3:15
3. V nasmehu nekega dneva 3:50
4. Potovanje nespečih 3:34
5. Matala 2:20
6. Čakajoč nase, brat 4:20
7. Nerodna pesem 3:00
8. Kretnje 3:10

### B oldal
1. Druga jesen 3:45
2. Oče 7:25
3. Sarkofagi 4:35
4. Ladje prostora 7:57
5. Epistola 5:30

## Közreműködők
Vendégzenészként: Aleksander Zorn, Andrej Zdravič, Jurij Detiček, Matjaž Zajec, Metka Zupančič, Milan Dekleva, Tone Koštomaj.